# 京極宮家仁親王
京極宮家仁親王（きょうごくのみや やかひとしんのう、宝永元年4月1日（1704年5月4日） - 明和4年12月6日（1768年1月25日））は、江戸時代中期の日本の皇族。世襲親王家の京極宮（桂宮）第8代当主。京極宮文仁親王の第一王子。母は滋野井公澄の女の藤原直子。幼称は若宮。
宝永5年（1708年）12月に東山天皇の猶子となり、茶々丸（ちゃちゃまる）の名を賜る。宝永6年（1709年）4月親王宣下を受け、家仁と命名される。正徳3年（1713年）12月元服し、式部卿に任ぜられる。
享保5年（1720年）関白鷹司兼熙の女の基子（尚君）と結婚する。享保9年（1724年）二品に叙せられる。明和4年（1767年）12月3日一品に叙せられるが、同月6日薨去。65歳。法名は後桂光院。
系譜
- 御息所：鷹司基子 - 鷹司兼熙の娘
  - 第一王女：豊子女王（登與宮、1721-1774） - 有馬頼僮室、景福院花岳宗富
  - 第二王女：某（1725-1725） - 真珠光院
- 家女房：北小路雅子 - 北小路俊在の娘
  - 第三王女：某（1730-1730） - 徳菩提院
- 家女房：谷野氏
  - 第二王子：尊峯入道親王（二宮、1741-1788） - 知恩院宮
  - 第三王子：尊映入道親王（良宮、1748-1793） - 一条院宮、常寂光院
- 家女房
  - 第一王子：公仁親王（若宮、1733-1770） - 9代桂宮